# ألفرد هنري فورستر
ألفريد هنري فورستر (10 سبتمبر 1804 - 26 مايو 1872) كان مؤلفًا إنجليزيًا وفناناً للرسوم الهزلية  ومصوراً ورسامًا، وكان معروفاً أيضًا باسم مستعار وهو ألفريد كروكيل.

## سيرته الذاتية
ألفريد فورستر كان ابن روبرت فورستر الذي كان يعمل في البوابة الشمالية الخامسة، في التبادل الملكي ، في لندن، وهو كاتب عدل عام. وقد اكتشف قدرة ابنه على البحث الأدبي والفني في سن مبكرة، وسرعان ما ارتبط بالكتابة في المنشورات الدورية بما في ذلك مجلة كولبورن الشهرية الجديدة، وبنتلي، ومجلة بانش وفي كثير من الأحيان كان يكتب القصص القصيرة، والأغاني، وقصص الأطفال، والاعمال الهزلية في بعض الأحيان، وكان يستطيع ايضاً أن يرسم ويعمل على الخشب والنقوش، والرسوم الكاريكاتورية باستخدام القلم والحبر، كان متخصصاً في الحيوانات الأنثرومورفية (المجسمة)، ويوضح من حين لآخر القصص لأخيه تشارلز روبرت فورستر (1803-1850)، الذي كتب تحت الاسم المستعار هال ويليس.
كما صنع العديد من الخزفيات الشعبية من الزهور الغريبة والمواضيع المعاصرة، بما في ذلك «النصب التذكاري للمعرض الكبير في عام 1851» وتمثال صغير لدب ويلينغتون.وقد صور مسرحيات للأطفال في سلسلة دين وسون، وهي مسرحيات قصيرة للصغار. في عام 1854 كتبت جوليا كورنر مسرحية للأطفال تدور حول قصة خيالية الجميلة والوحش التي أوضحها فوريستر الذي كان يعمل تحت اسم ألفريد كراوكويل 
ظهرت تجربة فوريستر في مجلدين في عام 1843 تحت اسمه المستعار ألفريد كراوكويل. وكانت تحتوي على رسومات ساخرة مع موضوع حيواني  ومغامراته الغريبة والمفاجئة للجوار والمحترم البسيط، التي تتألف من قصص كوميدية في الهند، وظهرت مرة أخرى في عام 1861، تحت الاسم المستعار ألفريد كراوكويل.
دفن ألفريد هنري فورستر في مقبرة نوروود الغربية، بالقرب من لندن.

## روابط خارجية
- أعمال ألفريد كراوكويل في مشروع غوتنبرغ
- يعمل من قبل ألفريد هنري فورستر في أرشيف الإنترنت
- صور صفحة كاملة الألوان من Pantomime كما كان وسوف يكون من قبل ألفريد كراوكويل: رسومات، غير مؤرخة. السيدة ثر 26. مكتبة هوغتون، جامعة هارفارد
- ألفريد هنري فورستر في مكتبة سلطات الكونغرس، مع 13 سجل كتالوج
- ألفريد كراوكويل (اسم مستعار) في شركة LC السلطات، مع 11 سجل